# Birna Berg Haraldsdóttir
Birna Berg Haraldsdóttir (* 21. Juni 1993 in Reykjavík) ist eine isländische Handballspielerin.
Birna Berg Haraldsdóttir spielte bis 2013 beim isländischen Verein Fram Reykjavík, mit dem sie in ihrer letzten Saison die isländische Meisterschaft gewann. Anschließend lief die Rückraumspielerin drei Jahre für den schwedischen Erstligisten IK Sävehof auf, mit dem sie drei Mal die schwedische Meisterschaft gewann. Daraufhin ging die Linkshänderin für den norwegischen Erstligisten Glassverket IF auf Torjagd. Nach nur einer Saison schloss sie sich dem dänischen Erstligisten Aarhus United an. Im Februar 2019 wechselte Birna Berg Haraldsdóttir zum deutschen Bundesligisten Neckarsulmer Sport-Union. Zur Saison 2020/21 wechselte sie zu ÍBV Vestmannaeyja. Im September 2021 zog sie sich zum dritten Mal einen Kreuzbandriss zu. Mit ÍBV gewann sie 2023 sowohl die isländische Meisterschaft als auch den isländischen Pokal.
Birna Berg Haraldsdóttir nahm mit der isländischen Nationalmannschaft an der Weltmeisterschaft 2011 teil.